# 臺灣國際衝浪公開賽
臺灣國際衝浪公開賽（英語：Taiwan Open of Surfing）是由臺東縣政府主辦的國際級衝浪賽事，比賽地點位於臺灣臺東縣的金樽漁港。近年來臺東被評定為亞洲最新且最佳的衝浪比賽場，臺東縣政府於2010年從亚洲國際衝浪組織（Asian Surfing Championship, ASC）爭取到列入國際衝浪巡迴賽而後更與世界最高職業衝浪殿堂組織世界衝浪聯盟World Surf League (簡稱WSL) 合作至今。 舉辦世界青少年總冠軍賽、世紀長板總冠軍賽、世界巡迴積分資格賽，舉辦至今已經進入第十屆。從第一屆開始的參賽選手人數就達300人，2019年共計28個國家的總參賽人數也創歷史新高。
世界衝浪聯盟　World Surf League簡稱WSL。際性職業衝浪組織。1976年，弗雷德‧海明斯(Fred Hemmings)和萊迪‧拉里克(Randy Rarick)所創立。最早的名稱為國際專業衝浪者，英文為International Professional Surfers (IPS)。1983年，改名為職業衝浪協會(Association of Surfing Professionals, ASP)。2015年，再次改名為世界衝浪聯盟(World Surf League, WSL)。該聯盟開創了世界錦標賽的男子組和女子組，其中包含的賽事有：大浪巡迴賽、大浪獎、世界長板衝浪錦標賽和世界青年錦標賽。每年二月底到十二月中，在世界巡迴舉辦男子組和女子組的衝浪比賽，被譽為衝浪界的奧運頂級賽事，是全球所有衝浪好手嚮往的最高殿堂。2013年，第一次將台東列為世界巡迴比賽中的其中一站。總部設在加州聖莫尼卡的世界衝浪聯盟亦在紐約市、日本、澳大利亞、法國、南非、巴西、夏威夷和加州南部地區設立辦事處。 

## 賽事項目
- 世界長板總冠軍賽(WLC)[4]
- 世界青少年男女總冠軍賽 (WJC)
- 世界長板男女總冠軍賽 (WLC)
- 世界衝浪聯盟SPEC特別賽事 (SPEC)
- 男子短版3000積分巡迴賽(QS3000)、女子短板3000積分賽（QS3000）
- 國內總冠軍組賽事 (National Champs)
- 男子短板5000積分巡迴賽(QS5000)、女子短板5000積分賽(QS5000）

## 歷屆賽事
舉辦地點，台灣、台東金樽漁港-
- 2011~2022 2022 臺灣國際公開賽第12年，2023即將邁入第13年
- 2013年正式正名為臺灣國際公開賽暨東浪嘉年華並成為世界衝浪聯盟WSL全球巡迴賽正式賽場之一。

- 2011 November Jinzun, Taitung / ASC 亞州區巡迴賽
- 2012 November Jinzun, Taitung / ASC 亞洲區巡迴賽
- 2013.November.13-17/ WSL (ASP) M QS1* 世界衝浪聯盟-男子世界積分賽/ ASC亞洲區巡迴賽
- 2014 WSL QS1000, LQS 1000 - WSL世界男子積分賽1000級別、WSL世界男子長板積分賽1000級別
- 2015 WSL QS1500 , LQS 1000 - WSL世界男子積分賽1500級別 、WSL世界男子長板積分賽1000級別
- 2016 WSL QS 1500, Men/Women LQS 1000 WSL世界男子積分賽1500級別 、WSL世界男、女子長板積分賽1000級別
- 2017 WSL QS 1500, WLC - WSL世界男子積分賽1500級別 、正是世界長板總冠軍賽WLC舉辦場地
- 2018 WSL WLC, WJC - 雙總冠軍舉辦場地 - 世界男女長板總冠軍賽 / 世界男女青少年總冠軍賽
- 2019 WSL WLC, WJC, MQS3000 - WSL雙總冠軍舉辦場地 - 世界男女長板總冠軍賽 / 世界男女青少年總冠軍賽 -世界男子積分賽3000級別
- 2020 因疫情與世界衝浪聯盟合作將國內賽事National Championship以國際級賽程呈現。
- 2021 因疫情-邁入第11年攜手與WSL以特殊意義的SPECIALTY EVENT方式辦理賽事，也讓台灣成為2021年WSL全亞洲（APEC）國家區唯一進行衝浪賽事的國家。
- 2022 WSL女子短板QS5,000與男子短板QS3,000積分賽 - 疫情過後首次台灣舉辦WSL QS男女雙積分賽吸引各國好手創造國際媒體關注。
- 2023 WSL QS5,000男子/女子短板.男子冠軍澳洲選手達科塔.沃特斯Dakota Walters . 女子冠軍日本選手脇田紗良Sara Wakita
- 2024 UP COMING